# Liste der Abgeordneten im Kommunallandtag der Hohenzollernschen Lande 1898–1902
Diese Liste nennt die Abgeordneten im Kommunallandtag der Hohenzollernschen Lande in der fünften Wahlperiode 1898–1902.

## Zusammensetzung
Der Fürst von Hohenzollern, Leopold von Hohenzollern hatte eine Virilstimme, eine weitere Stimme hatten die Fürsten von Fürstenberg, Max Egon II. zu Fürstenberg und Thurn und Taxis, Albert von Thurn und Taxis gemeinsam. Die Fürsten konnten sich im Kommunallandtag vertreten lassen und machten dies auch. Jeweils ein Abgeordneter wurde durch die Stadträte der Städte Sigmaringen und Hechingen gewählt. Je drei Abgeordnete wählten die Amtsversammlungen der vier Oberämter Sigmaringen, Hechingen, Gammertingen und Haigerloch.

## Liste
| Abgeordneter                 | Beruf                                                 | Wahlkörper                                    | Mandatsdauer |
| ---------------------------- | ----------------------------------------------------- | --------------------------------------------- | ------------ |
| Wilhelm Hülsemann            | Fürstlich Hohenzollernscher Hofkammerrat, Sigmaringen | Fürstenhaus Hohenzollern                      | 1898–1902    |
| Karl Kettner                 | Fürstlich Fürstenbergischer Kammerrat, Sigmaringen    | Fürstenhäuser Fürstenberg und Thurn und Taxis | 1898–1899    |
| Friedrich Zopff              | Fürstlich Fürstenbergischer Rentmeister, Sigmaringen  | Fürstenhäuser Fürstenberg und Thurn und Taxis | 1900–1902    |
| Karl Liehner                 | Stadtbürgermeister, Sigmaringen                       | Stadt Sigmaringen                             | 1898–1900    |
| Emil Belzer                  | Amtsgerichtsrat, Sigmaringen                          | Stadt Sigmaringen                             | 1900–1902    |
| August Alexander Evelt       | Landgerichtspräsident, Hechingen                      | Stadt Hechingen                               | 1898–1899    |
| Konrad Mayer                 | Stadtschultheiß, Hechingen                            | Stadt Hechingen                               | 1899–1902    |
| Philipp Longard              | Oberamtmann, Hechingen                                | Oberamt Hechingen                             | 1898–1902    |
| Jakob Kaus                   | Vogt, Bechtoldsweiler                                 | Oberamt Hechingen                             | 1898–1902    |
| Peter Mayer                  | Lehrer, Wessingen                                     | Oberamt Hechingen                             | 1898–1902    |
| Oskar Kraus                  | Amtsrichter, Haigerloch                               | Oberamt Haigerloch                            | 1898–1902    |
| Karl Sauerland               | Oberamtmann, Haigerloch                               | Oberamt Haigerloch                            | 1898–1902    |
| Rupert Fischer               | Bürgermeister, Weildorf                               | Oberamt Haigerloch                            | 1898–1902    |
| Fidelis Graf                 | Amtsgerichtsrat, Sigmaringen                          | Oberamt Sigmaringen                           | 1898–1899    |
| Sebastian Bettinger          | Bürgermeister, Sigmaringendorf                        | Oberamt Sigmaringen                           | 1898–1899    |
| Heinrich von Meer            | Oberamtmann, Sigmaringen                              | Oberamt Sigmaringen                           | 1898–1902    |
| Georg Koch                   | Bürgermeister, Wald                                   | Oberamt Sigmaringen                           | 1900–1902    |
| Fritz Heilig                 | Hirschwirt, Ostrach                                   | Oberamt Sigmaringen                           | 1900–1902    |
| Karl Bahlmann                | Oberamtmann, Gammertingen                             | Oberamt Gammertingen                          | 1898–1899    |
| Camill Leuze                 | Bürgermeister, Neufra                                 | Oberamt Gammertingen                          | 1898–1902    |
| Alois Eisele                 | Bürgermeister, Trochtelfingen                         | Oberamt Gammertingen                          | 1898–1902    |
| Max Freiherr von Fürstenberg | Oberamtmann, Gammertingen                             | Oberamt Gammertingen                          | 1900–1902    |

## Landesausschuss
| Abgeordneter      | Beruf                                                 | Wahlkörper               | Mandatsdauer |
| ----------------- | ----------------------------------------------------- | ------------------------ | ------------ |
| Oskar Kraus       | Amtsrichter, Haigerloch                               | Oberamt Haigerloch       | 1898–1902    |
| Camill Leuze      | Bürgermeister, Neufra                                 | Oberamt Gammertingen     | 1898–1902    |
| Wilhelm Hülsemann | Fürstlich Hohenzollernscher Hofkammerrat, Sigmaringen | Fürstenhaus Hohenzollern | 1898–1902    |
| Emil Belzer       | Amtsgerichtsrat, Sigmaringen                          | Stadt Sigmaringen        | 1900–1902    |
| Konrad Mayer      | Stadtschultheiß, Hechingen                            | Stadt Hechingen          | 1899–1902    |

Vorsitzender von Kommunallandtag und Landesausschuss war bis 1899 August Alexander Evelt und dann Wilhelm Hülsemann.